# Сяо Ї (Лян)
Сяо Ї (кит. трад.: 蕭繹; піньїнь: Xiao Yi; 16 вересня 508 — 27 січня 555) — четвертий імператор Лян з Південних династій.

## Життєпис
Походив з династії Сяо, володарів держави Лян. Син імператора У-ді та Жуні Лін'ін. Народився у 508 році, невдовзі після сходження батька на трон. Отримав ім'я Сяо Ї. Отримав класичну освіту. У 514 році отримав перший аристократичний титул. Згодом стає князем Цзіньанєм. Тривалий час супроводжував батька у походах. У 547 році отримав провінцію Цзінчжоу (значна частина сучасної провінції Хубей) та призначається на посаду ду-ду (генерал-інспектора), якому підпорядковувалися провінції, що межували з державою Західна Вей. В першу чергу він здійснював контроль над важливими провінціями Юнчжоу (прикордоння сучасних провінцій Хенань і Хубей) та Сянчжоу (частина сучасної провінції Хунань), якими керували його небожі — Сяо Ча та Сяо Юй.
У квітні 549 року відбувся заколот лянського військовика Хоу Цзіна, який повалив імператора У-ді, оголосивши новим володарем Сяо Ґана під іменем Цзянь Вень-ді. Після цього Сяо Ї вирішив рушити на столицю держава Цзянькан, щоб повалити заколотника й отримати владу. Втім вимушений був боротися проти Сяо Ча та Сяо Юя, що спиралися на підтримку Західної Вей. Ця боротьба тривала близько року, зрештою у червні 550 року було переможено Сяо Юя, який потрапив у полон й був страчений на полі бою. Але лише у лютому 551 року Сяо Ї зумів перемогти своїх родичів, забезпечивши нейтралітет Сяо Ча.
Навесні 551 року війська на чолі з Сяо Ї завдали рішучої поразки армії Хоу Цзіну, яку він спрямував проти ворога. Після цього успіху Сяо Ї поступово став наближатися до столиці. В цей час Хоу Цзін повалив імператора Цзянь Вень-ді, поставивши новим правителем правнука У-ді — Сяо Дуна під іменем Юйчжан-ван. На початку 552 року, змістивши і його, Хоу Цзін оголосив про утворення власної династії Хань.
У березні 552 року до Цзянькана підійшли два військових з'єднання під командуванням найкращих військовиків Сяо Ї — Ван Сенбяня і Чень Басяня, майбутнього засновника династії Чень. 28 квітня 552 року столицю Лян, Цзянькан, було захоплено, Хоу Цзін втік на схід, але незабаром його було вбито власними поплічниками.
В цей час імператором оголосив себе зведений брат Сяо Ї — 8-й син імператора У-ді — Сяо Цзі, князь Уліна та генерал-губернатор провінції Ічжоу (на території сучасної провінції Сичуань). Боротьба з останнім тривала до листопада 552 року. Лише в грудні того ж року відбулася церемонія отримання влади, але не в столиці, а в адміністративному центрі Цзінчжоу — м. Цзянлін. Новий володар Лян прийняв ім'я Юань-ді.
Влада нового імператора поширювалася на значно меншу територію: значні території півдня держави не контролювалися, там господарювали або місцеві знатні роди, або військові загони. Проти імператора виступив його небіж Сяо Ча. Використовуючи конфлікт між Юань-ді та Сяо Ча, армія Західної Вей захопила більшу частину сучасної Сичуані, створивши там плацдарм для наступу на Цзінчжоу.
У 554 році Юйвень Тай, фактичним володар Західної Вей, оголосив Сяо Ча правителем Ляо, після чого рушив на Цзінчжоу. У січні 555 році Юань-ді зазнав поразки у битві, незабаром потрапив у полон й був страчений, 100 тисяч чоловік були захоплені в полон. Сяо Ча був призначений Юйвенєм правителем Цзінчжоу. Фактично з цього моменту держава Лян припинила своє існування.